# Karriella
Karriella là một chi nhện trong họ Stiphidiidae.